# Paul Losenhausen
Ferdinand Paul Losenhausen (* 29. Juni 1880 in Düsseldorf; † 1944) war ein deutscher Jurist und Politiker (DVP).

## Leben
Paul Losenhausen wurde als Sohn des Kaufmanns und Unternehmers Joseph Losenhausen (1852–1919) und der Karoline Schüller (1858–1924) geboren. Nach dem Abitur studierte er Rechtswissenschaft, bestand 1906 das Erste Juristische Staatsexamen und war danach als Referendar beim Landgericht Aachen tätig. 1907 wurde er an der Friedrich-Alexander-Universität Erlangen zum Doktor der Rechte promoviert (Dissertation: Die rechtliche Stellung des Aktionärs unter besonderer Berücksichtigung seines Klagerechtes gegen Vorstand und Aufsichtsrat.).
Losenhausen wirkte als Landgerichtsdirektor und Amtsgerichtsrat in Aachen und war ab 1939 ständiger Vertreter des Landgerichtspräsidenten. Des Weiteren war er Mitglied der Provinzialkommission für das Anstaltswesen und Mitglied des Aachener Bezirksausschusses.
Losenhausen war während der Zeit der Weimarer Republik Erster Vorsitzender der Ortsgruppe und Vorsitzender des Bezirksverbandes Aachen der Deutschen Volkspartei (DVP). Er war Stadtverordneter in Aachen und Mitglied des Provinziallandtages der Rheinprovinz. Im Mai 1928 wurde er als Abgeordneter in den Preußischen Landtag gewählt, dem er für eine Legislaturperiode bis 1932 angehörte. Im Parlament vertrat er den Wahlkreis 20 (Köln-Aachen). Zum 1. Mai 1933 trat er in die NSDAP ein (Mitgliedsnummer 2.082.147).